# Чемпіонат світу з волейболу серед жіночих молодіжних команд
Чемпіонати світу з волейболу серед жіночих молодіжних команд — змагання для жіночих молодіжних збірних, що проводяться під егідою  Міжнародної федерації волейболу (FIVB).
Проводяться з 1977 року. Перші чемпіонати світу проводилися один раз на 4 роки по непарних роках. З 1985 року змагання проводяться один раз на два роки по непарних роках. У змаганнях беруть участь спортсменки до 20 років.

## Призери
| Рік  | Місце проведення                         | 1-е місце      | 2-е місце                | 3-е місце      |
| ---- | ---------------------------------------- | -------------- | ------------------------ | -------------- |
| 1977 | Сан-Паулу (Бразилія)                     | Південна Корея | КНР                      | Японія         |
| 1981 | Мехіко (Мексика)                         | Південна Корея | Перу                     | Японія         |
| 1985 | Мілан (Італія)                           | Куба           | Японія                   | КНР            |
| 1987 | Сеул (Південна Корея)                    | Бразилія       | Південна Корея           | КНР            |
| 1989 | Ліма (Перу)                              | Бразилія       | Куба                     | Японія         |
| 1991 | Брно (Чехословаччина)                    | СРСР           | Бразилія                 | Японія         |
| 1993 | Бразиліа (Бразилія)                      | Куба           | Україна                  | Південна Корея |
| 1995 | Бангкок (Таїланд)                        | КНР            | Бразилія                 | Росія          |
| 1997 | Гданськ (Польща)                         | Росія          | Італія                   | КНР            |
| 1999 | Саскатун (Канада)                        | Росія          | Бразилія                 | Південна Корея |
| 2001 | Санто-Домінго (Домініканська Республіка) | Бразилія       | Південна Корея           | КНР            |
| 2003 | Супханбурі (Таїланд)                     | Бразилія       | Південна Корея           | Польща         |
| 2005 | Анкара, Стамбул (Туреччина)              | Бразилія       | Сербія і Чорногорія      | КНР            |
| 2007 | Накхонратчасіма (Таїланд)                | Бразилія       | КНР                      | Японія         |
| 2009 | Тіхуана, Мехікалі (Мексика)              | Німеччина      | Домініканська Республіка | Бразилія       |
| 2011 | Ліма, Трухільйо (Перу)                   | Італія         | Бразилія                 | КНР            |